# Joakim Blom
Joakim Blom (Västerled, 16 marzo 1976) è un ex cestista svedese.

## Carriera
Con la Svezia ha disputato due edizioni dei Campionati europei (1995, 2003).

## Palmarès
- Coppa di Francia: 1

ASVEL: 2001